# Courage (organisatie)
Courage is een projectorganisatie die verschillende innovatieprojecten initieert in de melkveehouderij. De projecten worden gekenmerkt door het streven van de melkveehouderij een duurzame sector te maken.

## Geschiedenis
De organisatie is opgericht in september 2004 door LTO Nederland en de Nederlandse Zuivel Organisatie. Courage werkt samen met het InnovatieNetwerk dat feitelijk hetzelfde is als Courage, maar dan voor de gehele landbouwsector.

## Projecten
Een aantal projecten die bij Courage hebben plaatsgevonden zijn:
- Amazing Grazing, een project gericht op het keren van de trend dat koeien het hele jaar op stal blijven staan
- Cowmunity, een project dat gericht was op een diervriendelijke vorm van grote stallen bij meer dan 1000 koeien
- Energieneutrale Zuivelketen
- FaceKoe
- Fotonenboer
- Grassa!
- Weerbaar vee